# Kongerevyen 1936
|  | Denne artikel er oprettet af botten Steenthbot ud fra en ekstern database. Den kan derfor have sproglige fejl eller mangler. Denne skabelon kan fjernes efter kontrol af indholdet. |

Kongerevyen 1936 er en dansk dokumentarisk optagelse fra 1936.

## Handling
Kongerevyen 2. oktober 1936 ved Mogenstrup lidt uden for Næstved. Den store militærparade for Kong Christian X, hvor omkring 16.000 soldater fra forskellige værn, regimenter og afdelinger deltager. Henved 40.000 besøgende er mødt op for at overvære paraden.

## Medvirkende
- Kong Christian X
- Kong Frederik IX